# Éric Mathot
Éric Mathot, né à Huy le 30 octobre 1959, est un contrebassiste, chef d'orchestre et pédagogue belge actif dans le domaine de la musique ancienne, de la musique contemporaine ainsi que de la musique légère de salon, de jazz et de cinéma de la première moitié du XXe siècle.

## Biographie
Après s'être intéressé à l'architecture, Éric Mathot tourne son attention vers la musique et réalise un cursus au Conservatoire royal de Mons duquel il sort diplômé en contrebasse et musique de chambre. En tant qu'instrumentiste, il intègre plusieurs formations telles que l'Orchestre mondial des Jeunesses Musicales, l'Orchestre de la RTBF ou l'Orchestre national de Belgique.
Après ses premières collaborations, il s'oriente vers une carrière de travailleur indépendant où il acquiert une réputation dans l'interprétation du répertoire contemporain mais également baroque et classique sur instruments anciens. Parmi les nombreux ensembles prestigieux avec lesquels il eut l'occasion de se produire, nous pouvons citer, entre autres, les ensembles belges La Petite Bande, Il Fondamento, le Ricercar Consort, Les Agrémens, I Fiamminghi, l'Orchestre royal de chambre de Wallonie, Musiques Nouvelles, Champs d'Action, La Cetra d'Orfeo, les ensembles français Les Musiciens du Louvre, l’Orchestre des Champs-Élysées et internationaux l'Ensemble Clematis, la Cappella Mediterranea ou encore la Beethoven Académie.
Parallèlement à son métier d'instrumentiste, Éric Mathot s'intéresse également à la direction d'ensemble. Ceci l'amènera à diriger l'Orchestre symphonique de Cali (en) ainsi que la Beethoven Académie.
Sa participation à ces nombreux ensemble aboutit à la création, avec le pianiste et claveciniste Guy Penson, du Titanic ensemble en 1996, septuor spécialisé dans la musique de salon, et du Tivoli Band en 2001, ensemble qu'il dirige dans le répertoire de la musique légère du début du XXe siècle. Enfin, il est nommé assistant en 2014 de l'ensemble nouvellement créé Millenium Orchestra du Centre d'Art Vocal et de Musique Ancienne (CAV&MAa).
Soucieux de transmettre l'expérience acquise dans son domaine de prédilection, il intègre également l'équipe professorale de l'Académie de musique Grétry ainsi que celle du Conservatoire royal de Liège comme titulaire du cours de contrebasse.

## Discographie
Les nombreuses rencontres et collaborations d'Éric Mathot ont résulté sur la création de près de cent-vingt enregistrements discographiques.

## Fonds Éric Mathot
En marge de son activité d'interprète, Éric Mathot a également rassemblé une bibliothèque imposante afin d'assouvir son tempérament de collectionneur et de répondre à ses besoins dans le cadre de recherches personnelles. Soucieux de préserver, de pérenniser et de développer sa bibliothèque, il a déposé en octobre 2011 l'ensemble de cette collection privée à la section de la musique de la Bibliothèque royale de Belgique. Ce qui se nomme aujourd'hui le fonds Éric Mathot rassemble près de 40.000 partitions imprimées majoritairement éditées dans la première moitié du XXe siècle et versant dans plusieurs répertoires différents (musique de salon, jazz, accordéon, etc.). En outre, plusieurs milliers de partitions illustrées, dont certaines par Magritte et Peter de Greef, quelque 1000 disques 78 tours, des photographies ainsi que des catalogues d'éditeurs de musique viennent s'adjoindre à cette riche et importante compilation portée sur une période encore peu étudiée de l'histoire musicale.
(Plus d'informations sur le fonds sur le site de la Bibliothèque royale de Belgique)